# 海象与木匠

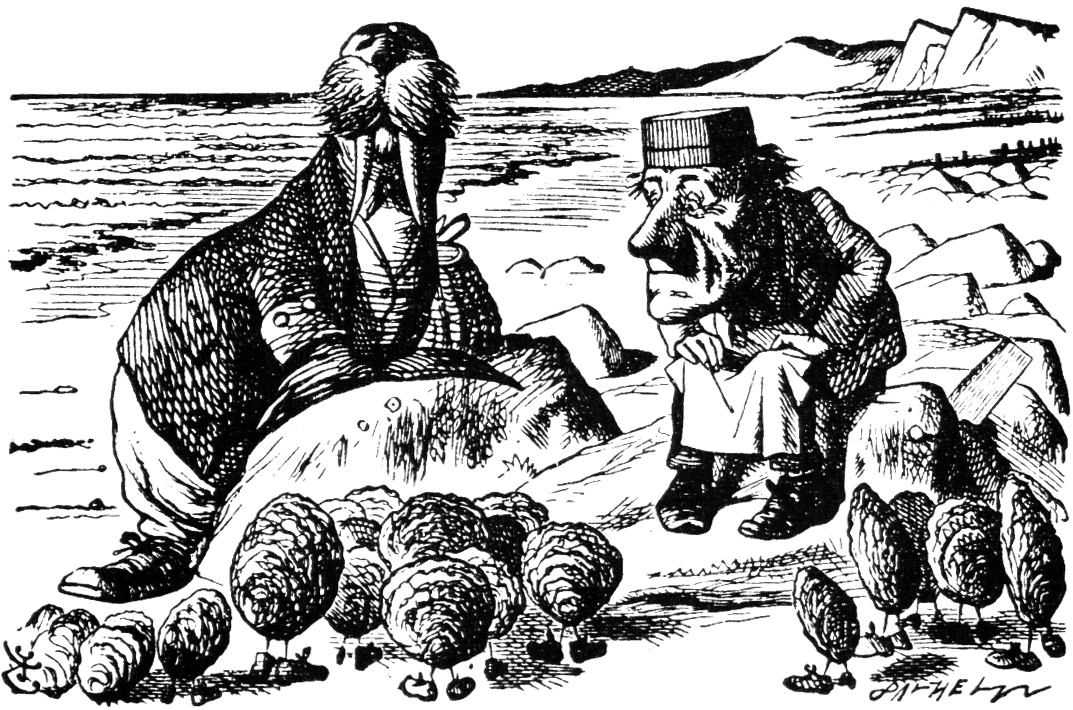
海象與木匠

《海象与木匠》是作家兼数学家路易斯·卡罗所作的一首叙事诗，出现在他于1871年12月出版的《愛麗絲鏡中奇遇》一书中。在该书的第四章，Tweedledum和Tweedledee将此诗背诵给爱丽丝听。这首诗由18节组成，共有108行，交替使用抑扬三步格和抑扬五步格。

## 摘要
在诗中，两位虚构的“人物”，海象和木匠，在某个“阳光明媚的夜晚”于海滩散步，他们路过牡蛎礁，并以散步聊天为借口叫上了四个一组的一大群牡蛎。最终海象和木匠就着面包吃掉了所有的牡蛎。

## 有关诠释
文学评论和流行文化都对《海象与木匠》中的两位角色有多种解读。有些人认为“海象”和“木匠”分别是对释迦摩尼和耶稣的夸张化描述，例如电影《怒犯天条》中的人物洛基。英国作家J.B Priestly则认为“海象”和“木匠”是政治隐喻，而持同样观点的Walter Russell Mead把“海象”和“木匠”分别用作美国和英国的讽喻。但是，Martin Gardner在《The Annotated Alice》中提到，当卡罗把《镜中奇遇》的手稿给插画师约翰·坦尼尔时，他让约翰从同样符合音步的木匠（carpenter），蝴蝶（butterfly）或准男爵（baronet）中选一个。正因为是插画师而不是卡罗选中了木匠，这个角色的特点就应该不在于他的职业，所以把这首诗解释为对宗教的评论很可能是错误的。Gardner提醒读者，爱丽丝系列中的内容不总是隐喻，这些内容是给孩子们提供想象空间的，而不是让“疯子们”拿来大加分析的。

## 其他作品中的出现
- 该诗的一行被用作欧·亨利1904年的《白菜与国王》一书的标题。

- 在披头士乐队的歌曲《I Am the Walrus》（《我是海象》）里，“海象”意指该诗中的海象。[1]约翰·列侬表示自己后来才意识到海象是诗中的反派。[2]